# Michel de L'Hospital
Michel de l’Hospital (Aigueperse, Puy-de-Dôme, hacia 1505 - Belesbat o Vignay, 13 de marzo de 1573) fue un escritor y político francés.
Consejero del parlamento de París, embajador en el Concilio de Trento, superintendente de finanzas y Canciller de Francia, se dedicó a calmar las revueltas religiosas evitando el derramamiento de sangre.

## Vida pública
Pasó buena parte de su juventud en Italia, primero como estudiante y después como profesor de Derecho civil en la Universidad de Padua. De regreso a Francia, fue nombrado delegado de los Grands Jours de justicia de Moulins en 1540, en Riom en 1542 y en Tours en 1546. 
Conservó este puesto hasta 1547, cuando fue enviado por Enrique II de Francia con una misión a Bolonia, donde se reunía el Consejo de Trento; después de dieciséis meses de inactividad fatigosa allí, decidió ser recordado al final de 1548. L’Hospital recibió entonces el cargo de canciller de la hermana del rey, Margarita de Valois, duquesa de Berry. En 1553, por recomendación del Cardenal de Lorena (Carlos de Guisa, hermano de María de Guisa) fue Regente de Escocia) y después presidente de la Cámara de cuentas.
En 1560 fue llamado por Catalina de Médici para organizar una política de reconciliación entre católicos y protestantes, y fue nombrado Canciller de Francia en 1560 por Francisco II de Francia, hijo de Catalina. Sin embargo, fracasó en sus tentativas de apaciguamiento del conflicto. En 1568, odiado por los Guisas, fue despedido y se retiró a su castillo de Vignay, cerca de Étampes.
Los historiadores se muestran unánimes respecto a la rectitud de sus juicios y su moderación. El día de la Matanza de San Bartolomé, abrió las puertas de su castillo para dejar entrar a los fanáticos que le buscaban. Se le perdonó la vida, pero murió de tristeza pocos meses después.

## Obras
- Harangues.
- Traité de la réformation de la justice.
- Harangues, mercuriales et remontrances.
- Mémoire sur la nécessité de mettre un terme à la guerre civile (1570).
- Le but de la guerre et de la paix (1570).
- Poésies (1585).